# Juan Ludovico Bertônio Gaspari
Juan Ludovico Bertonio Gaspari nasceu, em 1557, no povoado de Rocca Contrada, na Província de Marca de Ancona, nos Estados Pontifícios, em território que, atualmente, pertence à Itália. Faleceu no dia 3 de agosto de 1625, em Lima, no Peru.

## Biografia
Era filho de Benedis Bertônio e Madalena Gaspari, que eram comerciantes.
No dia 29 de outubro de 1574, ingressou na Companhia de Jesus, no Noviciado San Andrés del Quirinal, dirigido por Fábio de Fabi, em Roma.
No dia 29 de setembro de 1580, embarcou em um navio em direção à América, que partiu de Sanlúcar de Barrameda, na expedição dirigida por Baltasar Piñas.
No dia 20 de maio de 1581, chegou ao Peru.
No dia 31 de março de 1582, foi ordenado como sacerdote por Toríbio de Mogrovejo.
Entre 1582 e 1584, ensinou humanidades e latim no Colegio San Pablo, em Lima.
No segundo semestre de 1585, foi enviado, por ordem do provincial Juan de Atienza, para atuar na Redução de Juli, atual capital da Província de Chucuito no Departamento de Puno, no sudeste de Peru, nas margens do Lago Titicaca, onde colaborou na evangelização nativos que falavam aimará.
Em 1º de novembro de 1593, fez os votos de pobreza, castidade e obediência, diante de Juan Sebastián de la Parra, Provincial da Companhia de Jesus, na Igreja de São Pedro, em Juli.
Entre 1599 e 1603, esteve em Potosí, atualmente cidade que pertence à Bolívia, atuando entre os nativos.
Entre 1604 e 1619, esteve em Juli.
Após ficar enfermo de gota, foi enviado à Arequipa e poucos anos depois retornou ao Colegio San Pablo (Lima), onde faleceu.

## Obras
Com a ajuda de Martín de Santa Cruz Anansaya, nativo de Juli, escreveu diversas obras em aymará.
Em 1603, suas primeiras obras foram publicadas em Roma:
- "Arte y gramática muy copiosa de la Lengua Aymara. Con muchos, y varios modos de hablar para su mayor declaración, con la tabla de los capítulos, y cosas que en ella se contienen. &c."; e
- "Arte breve de la Lengua Aymara, para introducción del Arte grande de la misma lengua" (versão resumida da outra obra).

No dia 15 de janeiro de 1611, entregou aos seus superiores um manuscrito de "El libro de la Vida y Milagros de Nuestro Señor Jesu Christo en dos lenguas, Aymara y Romance" para aprovação pelos seus superiores. Essa obra foi uma adaptação da obra "Flos Sanctorum, y Historial general, de la vida y hechos de Jesu Christo, Dios y señor nuestro" de Alonso de Villegas e foi publicada em 1612.
Em 1612, retornou à Juli, onde escreveu uma versão revisada e resumida da "Arte y gramática muy copiosa de la Lengua Aymara", que antes tinha sido publicada em 1603. Essa nova obra seria denominada como: "Arte de la lengua aymara, con una silva de phrases de la misma lengua, y su declaración en romance".
Também em 1612, foram publicadas, em Juli, as obras:
- "Vocabulario de la lengua aymara", de sua autoria;[2]
- "Libro de la vida y milagros de Nuestro Señor Iesu Christo en dos lenguas, Aymara y Romance", uma tradução parcial do livro de Alonso de Villegas);
- "Confessario muy copioso en dos lenguas, Aymara y Española".

Todas essas obras foram impressas em Juli.

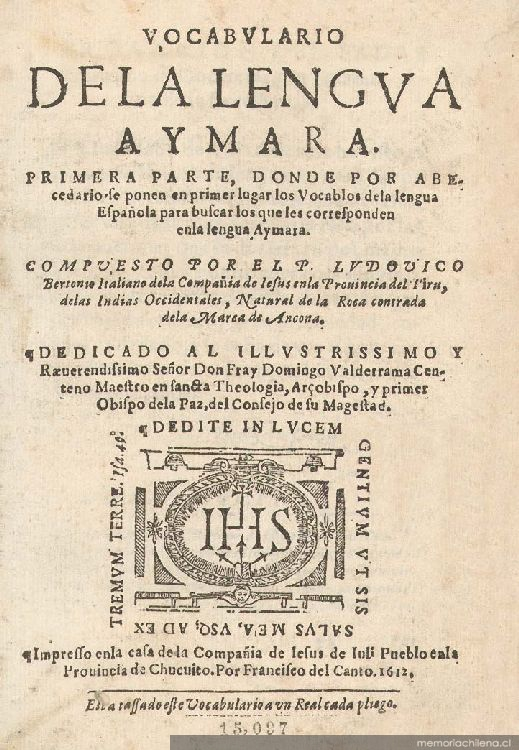
Capa do Livro "Vocabuário da Lengua Aymará" de Ludovico Bertônio